# Oban (viski)
Oban je škotski single malt viski, ki ga izdelujejo v istoimenski destilarni v istoimenskem mestu in istoimenski pokrajini. O tem viskiju naj bi pričali že dokumenti iz leta 1794. Kasneje je žganjarno kupilo podjetje Schottish Malt Destillers Ltd., danes pa je v lasti podjetja Diageo.
Destilarna Oban Distillery je ena najmanjših na svetu, saj v njej delujeta le dva kotla za kuhanje viskija. Kljub majhnosti pa je kvaliteta njihovega proizvoda prinesla podjetju svetovno slavo.
Njihov »paradni konj« je single malt staran dvanajst let, ki ima vonj po dimu in orehih ter blag okus.